# Centrophorus acus
El quelvacho aguja (Centrophorus acus) es una especie de elasmobranquio escualiforme de la familia Centrophoridae. Es un tiburón pequeño y poco conocido. Habita en la parte norte del Golfo de México y en el oeste del Océano Pacífico, alrededor de Honshu, Japón, a unos 200 m de profundidad. No tiene aleta anal y posee dos aletas dorsales con espinas, la primera de ellas baja y larga. Tiene un hocico moderadamente largo y una aleta caudal, la cual mide 81 cm como mínimo. Casi nada más se sabe acerca de este tiburón.